# Bisdom Amboina
Het bisdom Amboina (Latijn: Dioecesis Amboinaënsis) is een rooms-katholiek bisdom met als zetel Ambon (voorheen Amboina genoemd), hoofdstad van de provincie Molukken, in Indonesië. Het bisdom is suffragaan aan het aartsbisdom Makassar. 

## Geschiedenis
Het bisdom werd opgericht op 22 december 1902, als de apostolische prefectuur Nuova Guinea Olandese, uit delen van het apostolisch vicariaat Batavia. Op 29 augustus 1920 werd het verheven tot apostolisch vicariaat. Op 12 mei 1949 verloor het gebied bij de oprichting van de apostolische prefectuur Hollandia, en veranderde tegelijk van naam naar apostolisch vicariaat Amboina. Op 24 juni 1950 verloor het nogmaals gebied bij de oprichting van het apostolisch vicariaat Merauke. Op 3 januari 1961 werd het verheven tot bisdom. 
Alle prefecten, apostolisch vicarissen, bisschoppen en hulpbisschoppen tot 2020 waren lid van de Missionarissen van het Heilig Hart (MSC).

## Parochies
Het bisdom had in 2022 een oppervlakte van 77.990 km2 en telde 3.250.756 inwoners waarvan 3,5% rooms-katholiek was.

## Ordinarii

### Prefecten
- Matthijs Nijens (1902 - juni 1914)
- Hendrik Nollen (6 november 1914 - 1920)

### Apostolisch vicarissen
- Arnoldus Johannes Hubertus Aerts (28 augustus 1920 - 30 juli 1942)

### Bisschoppen
- Jacques Grent (apostolisch vicaris: 10 juli 1947, bisschop: 3 januari 1961 - 15 januari 1965; apostolisch administrator sinds 13 maart 1943)
- Andreas Peter Cornelius Sol (15 januari 1965 - 10 juni 1994; coadjutor sinds 10 december 1963)
  - Josephus Tethool (hulpbisschop: 2 april 1982 - 1 april 2009)
- Petrus Canisius Mandagi (10 juni 1994 - 11 november 2020)
- Seno Inno Ngutra (8 december 2021 - heden)

## Galerij van afbeeldingen

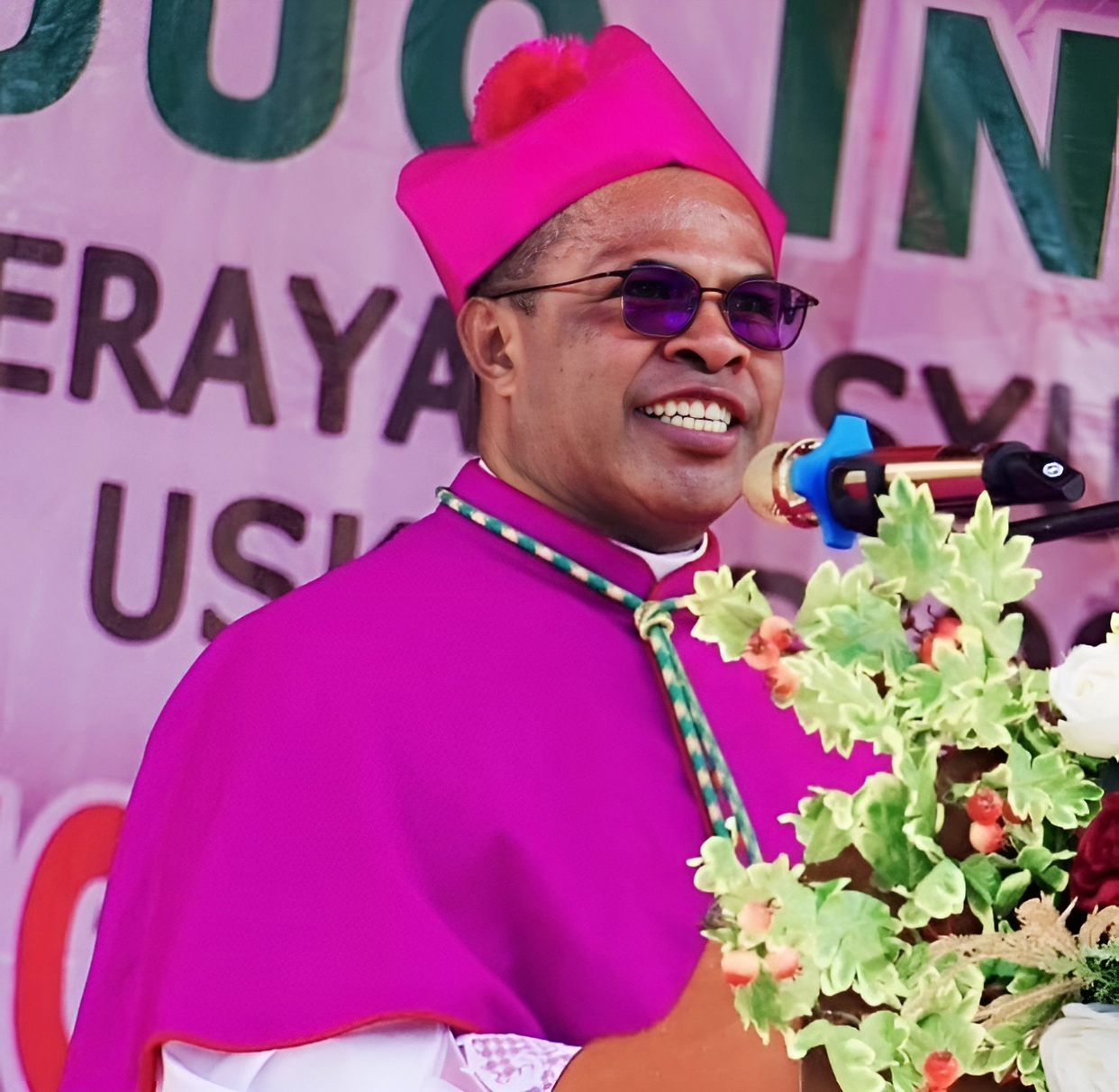
Bisschop Seno Inno Ngutra (2021-heden)
Kerkprovincie met aartsbisdom en suffragane bisdommen

Makassar (aartsbisdom) · Amboina · Manado